# Saint-Andéol-de-Clerguemort
Saint-Andéol-de-Clerguemort là một xã ở tỉnh Lozère trong vùng Occitanie, phía nam nước Pháp. Khu vực này có độ cao trung bình 500 mét trên mực nước biển.